# 平塚市立旭小学校
平塚市立旭小学校（ひらつかしりつ あさひしょうがっこう）は、神奈川県平塚市河内にある公立小学校。略称は旭小（あさひしょう）。

## 概要
高村団地そばに位置する小学校で、1901年に開校した。当校が位置する河内地区のほか、公所地区および日向岡地区の全域と、徳延・根坂間・出縄地区のそれぞれ一部を学区としている。
正門横に植えている樹齢150年以上のクスノキは、当校のシンボルとして親しまれている。開校直前に当時県知事をしていた浅田徳則によって贈呈されたもので、1973年に校舎改築を受けて現在地に移植した。
児童数は、かつては1,000人以上を有する大規模校だったが、2022年度は490人となっている。1975年度に記録した1,809人は、市内の小学校では花水小学校に次ぐ多さだったが、以降は減少傾向にある。
校歌は1961年に制定され、戸川貞雄が作曲し、箕作秋吉が作曲した。3部構成の歌詞には先述したクスノキや、高麗山や付近を流れる川など自然に関するフレーズが複数盛り込まれている。

## 沿革

### 年表

#### 前史
- 1873年（明治6年） - 学制発布に伴い、広川学校温知館と万田学校が開校[9]。
- 1880年（明治13年） - 温知館が小中村公所へ移転し、「公所学校」に改称[9]。
- 1892年（明治25年） - 小学校令の改正に伴い、公所学校は「尋常小中小学校」、万田学校は「尋常山背小学校」にそれぞれ改称[9]。
- 1893年（明治26年） - 小中村山背村組合立高等公所小学校が開校[9]。

#### 当校開校後
- 1901年（明治34年）
  - 2月21日 - 尋常小中小学校・尋常山背小学校・高等公所小学校を統合し、「小中山背組合立尋常高等旭小学校」として開校[10][3]。開校式を挙行[9]。
  - 農業科を開設[11]。
- 1906年（明治39年）6月 - 小中村立実業補習学校を併設[9]。
- 1908年（明治41年）4月 - 校地を80坪分拡張[9]。
- 1909年（明治42年）4月1日 - 村合併に伴い、「中郡旭村立旭尋常高等小学校」に改称[9]。
- 1910年（明治43年）9月19日 - 日露戦役記念旭図書館を設置[9]。
- 1913年（大正2年）1月20日 - 校舎を31坪5合分増築[9]。
- 1918年（大正7年）10月 - 校旗を作成[12]。
- 1922年（大正11年）5月17日 - 校門を設置[9]。
- 1923年（大正12年）9月1日 - 関東大震災により校舎が全壊。旭村内の社寺を仮校舎とする[9]。
- 1924年（大正13年）8月12日 - 第一校舎本館を落成[9]。本館の外観（1933年）

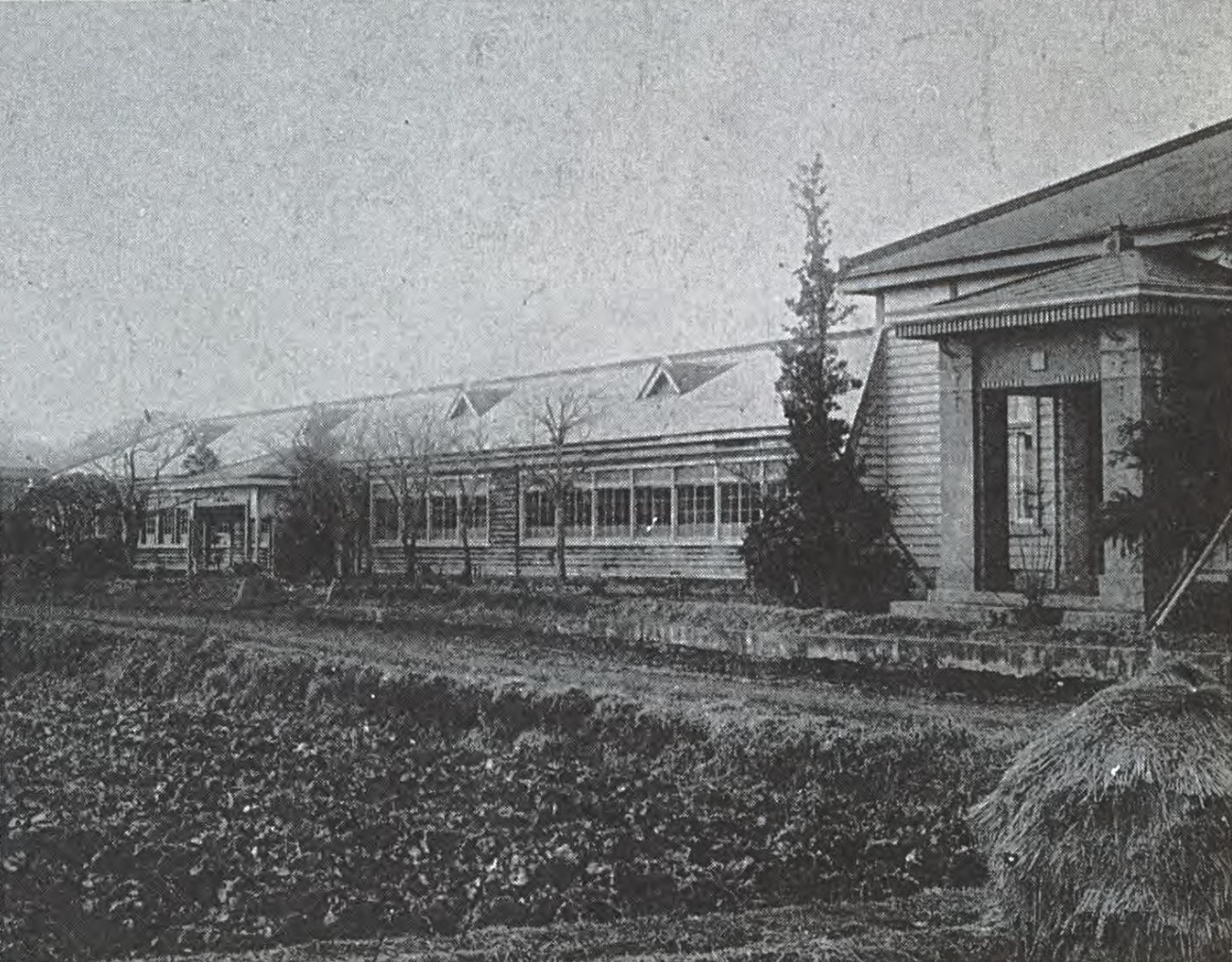
本館の外観（1933年）

- 1925年（大正14年） - 第二校舎を落成[9]。
- 1927年（昭和2年）
  - 2月21日 - 講堂と第三校舎を落成[9]。
  - 6月 - 奉安殿と農舎を落成[9]。
- 1935年（昭和10年）7月1日 - 青年学校令施行に伴い、旭村立実業補習学校を中郡旭村立青年学校に改称[13]。
- 1939年（昭和14年）
  - 7月1日 - 少年赤十字団を発足[13]。
  - 10月10日 - 運動場を拡張[13]。
- 1941年（昭和16年）4月1日 - 国民学校令施行に伴い、「中郡旭村国民学校」に改称[13]。
- 1945年（昭和20年）8月8日 - 第二次世界大戦の空襲が過激化したことにより、分散授業を開始[13]。
- 1947年（昭和22年）4月1日 - 学校教育法施行に伴い、「旭村立旭小学校」に改称[13]。
- 1948年（昭和23年）
  - 3月1日 - 中郡旭村立青年学校を廃止[13]。
  - 4月29日 - PTAを発足[13]。
- 1954年（昭和29年）
  - 2月22日 - ミルク給食を開始[13]。
  - 7月15日 - 旭村の平塚市への編入合併に伴い、「平塚市立旭小学校」に改称[13]。
- 1957年（昭和32年）
  - 3月 - 給食室と使丁室が完成[13]。
  - 4月17日 - 完全給食（A型）を開始[13]。
  - 11月7日 - 子供銀行成績優秀校として知事賞を受賞[13]。
  - 12月 - 新校旗が寄贈[12]。
- 1961年（昭和36年）2月21日 - 校歌を制定（作詞：戸川貞雄、作曲：箕作秋吉）[13]。
- 1963年（昭和38年）9月30日 - 2,408坪を買収[13]。
- 1965年（昭和40年）4月17日 - 南校舎を落成[13]。
- 1967年（昭和42年）
  - 2月16日 - 本館を落成[13]。
  - 3月30日 - 南校舎を増築[13]。
  - 4月4日 - 新学制20周年を記念し、新校旗が寄贈[14]。
- 1970年（昭和45年）
  - 2月21日 - 南校舎を増築[13]。
  - 4月1日 - 特殊学級（知的障がい）を開設[13][15]。
- 1973年（昭和48年） - 新校舎を落成[3]。
- 2002年（平成14年） - 特殊学級（自閉症・情緒障がい）を開設[15]。
- 2006年（平成18年） - 特殊学級（知的障がい）を再度開設[15]。
- 2008年（平成20年） - 特別支援学級（肢体障がい）を開設[15]。
- 2012年度（平成24年度） - 体育館を耐震補強[1]。
- 2015年度（平成27年度） - 校舎を大規模改修[1]。

## 施設概要
主な施設を掲載。
- 校舎（6,216.53 m2[1]）
  - 普通教室・特別教室棟（延床面積：1,360.72 m2） - 南棟・西[6]
  - 普通教室・特別教室棟（延床面積：256.50 m2） - 南棟・中[6]
  - 普通教室・特別教室棟（延床面積：935.10 m2） - 南棟・東[6]
  - 管理教室棟（延床面積：1,205.76 m2） - 北棟・西[6]
  - 管理教室棟（延床面積：1,183.12 m2） - 北棟・東[6]
- 体育館（908 m2[1]）
- プール（325 m2[1]）
- 校庭（7,909 m2[1]）

## 学区
- 公所
- 日向岡1丁目
- 日向岡2丁目
- 河内（216番地以降）
- 徳延（松延小学校および山下小学校の学区以外）
- 根坂間（1 - 800番地・811番地・813番地以降）
- 出縄（542・595・596・600番地）

出典：

## 進学先の中学校
- 平塚市立旭陵中学校

出典：

## アクセス

### バス
- 神奈川中央交通
  - 「南河内」・「高村団地入口」両停留所から、徒歩約5分。

## 周辺
- 社会福祉法人旭福祉会あさひ保育園
- 社会福祉法人湘南福祉センター高村保育園
- 神奈川県警平塚警察署旭交番
- 平塚市立高村公園
- UR都市再生機構高村団地
- 平塚市立山城中学校